# Pulianas
Pulianas es una localidad y municipio español situado en la parte central de la comarca de la Vega de Granada, en la provincia de Granada, comunidad autónoma de Andalucía. Limita con los municipios de Granada —por los distritos Norte y Beiro—, Maracena, Peligros, Güevéjar, Alfacar y Jun. Cuenta con una población de 5628 habitantes (INE 2024).
El municipio pulianero es una de las treinta y cuatro entidades que componen el Área Metropolitana de Granada, y comprende los núcleos de población de Pulianas —capital municipal—, Pulianillas, La Joya y Los Olivos.

## Toponimia
El topónimo Pulianas es la versión castellana del árabe "Bulyāna", que a su vez parece derivar del antropónimo latino "Paulus", es decir en época romana se denominaría este lugar como "villa Pauliana" («villa de Paulus»). Por tanto sería una finca con edificaciones pertenecientes a un gran propietario llamado Paulus.
También se ha relacionado este topónimo con "Ilipula Laus", ciudad antigua de la Bética citada por Plinio el Viejo (s. I d. C.). En concreto fue Francisco Bermúdez de Pedraza quien en 1608 señaló que:

[...] ay vestigios del nombre de Ilipula en unos pequeños lugares llamados Las Pulianas, a los cuales añadidas pocas letras dirá Ilipulitanas, cuyo nombre, sitio y rastros que hay en él de Antigüedad, declaran haber sido allí Ilipula.

No obstante, hoy en día no hay evidencias claras de la ubicación de esta antigua ciudad, pensándose también por razones toponímicas (sobrenombre "Laus") que podría corresponder a Loja ("Lawsa" en época medieval), tal como ya se planteó en el siglo XIX.

## Historia
En la época del reino nazarí de Granada, en los siglos XIV y XV, existían en este término municipal la alquería de Puliana (Bulyāna), formada por los barrios de Pulianas (Puliana la Grande) y Pulianillas (Puliana la Chica), y los caseríos de Aquiliana (Antilyāna) y Diarfate.
Tras la toma de la ciudad de Granada por los Reyes Católicos, en 1492, los habitantes musulmanes siguen viviendo en estos lugares, si bien en 1500 son obligados a convertirse recibiendo el nombre de moriscos. A raíz de la rebelión morisca en el reino de Granada y la guerra de 1568-1570, que terminó con su derrota, fueron expulsados de sus lugares de origen. En ese momento vivían sesenta familias moriscas en Pulianas y treinta y cinco en Pulianillas.

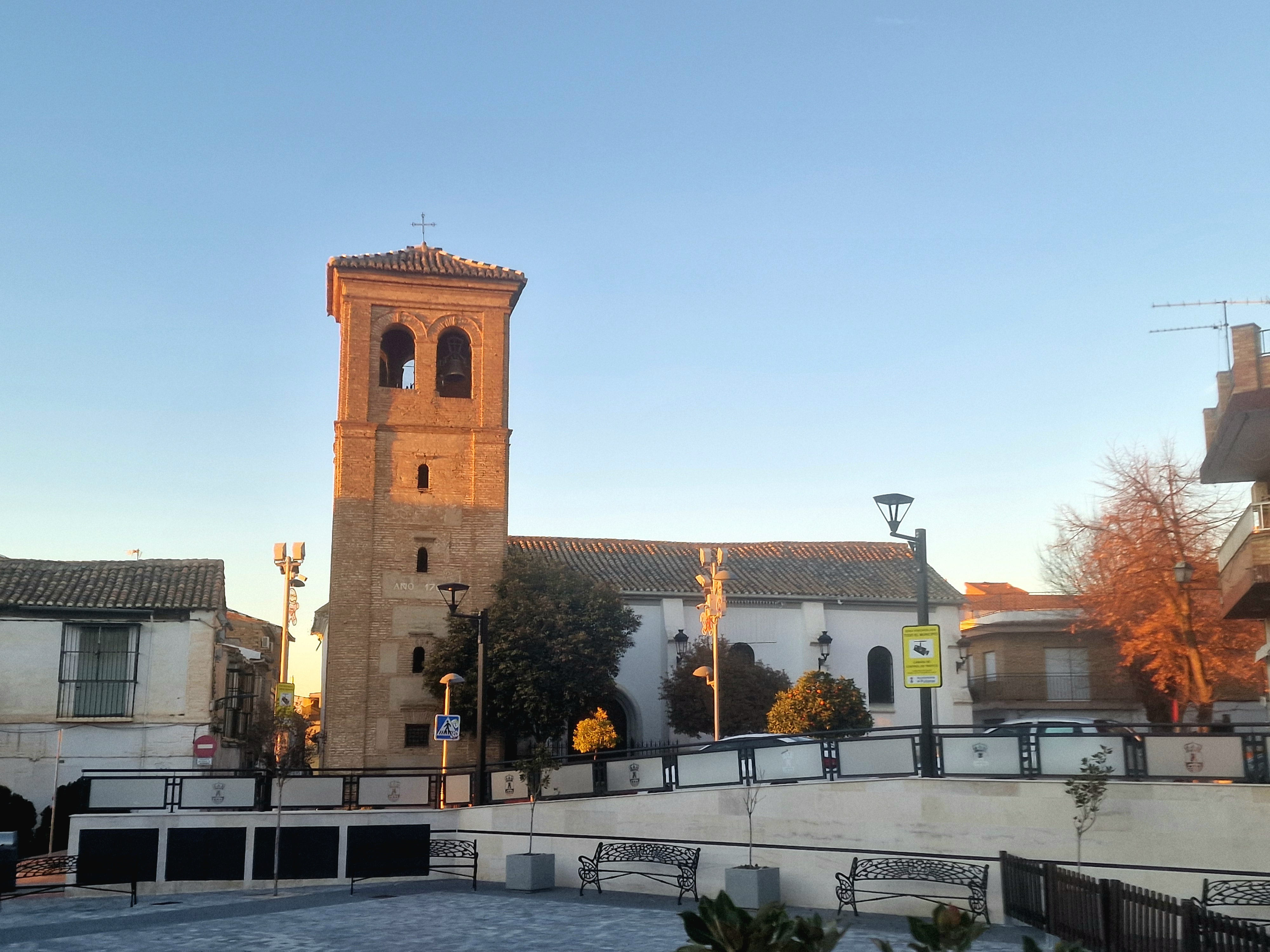
Iglesia de San José, situada en la plaza José Tovar

Tras la expulsión de los moriscos en 1570, se organizó la repoblación con cristianos procedentes de diversos lugares de Castilla, que recibieron lotes de las propiedades confiscadas a los expulsados. En ese momento el libro de apeo de Pulianillas informa que las aguas de riego de ambos lugares procedían de la Fuente Chica de Alfacar. La aguas de la Fuente Chica se repartían entre propietarios de agua de Pulianas, Pulianillas, Jun y Maracena. En 1591 había ya cincuenta familias cristianas instaladas en Pulianas y treinta en Pulianillas.
En 1688 las ayuntamientos de Pulianas, Pulianillas, Jun y Maracena, así como los propietarios del pago de la Madraza de Granada, acordaron el inicio del proyecto para llevar el agua del río Fardes a sus tierras para mejorar los riegos, mediante la construcción de una acequia o canal. Las obras no pudieron concluirse en aquella época, por lo que fue necesario el impulso de una Real Orden de 10 de marzo de 1824 para finalizar las obras de construcción de este canal. Finalmente la llegada del agua del canal del Fardes se hizo realidad el 22 de diciembre de 1828, comentándose en la Gazeta de Madrid que "no es fácil expresar el júbilo de aquellos labradores cuando vieron regar unas tierras secas".
En el Diccionario de Pascual Madoz, de mediados del siglo XIX, se describe Pulianas del siguiente modo:

Tiene 120 casas, cárcel, escuela de niños en el inmediato pueblo de Pulianillas... e iglesia parroquial (San José)... El terreno es de buena calidad, y lo separa del de Pulianillas un pequeño arroyo que solo lleva agua cuando la destinada al riego de los 3 pueblos no se necesita y cuando llueve en demasía, que entonces suele tener grandes avenidas; se le llama Juncaril o de Pulianas... Producción: trigo y vino, que son las principales; habas, habichuelas, cebada, garbanzos, yeros, alazor, lino, cáñamo y guijas. Industria: la agrícola, fabricación de vino, aguardiente y aceite, cuyos productos se exportan por ser superiores al consumo. Población [año 1842]: oficial 104 vecinos [familias], 472 almas [habitantes]".

En cuanto a Pulianillas, su descripción es la siguiente:

Tiene unas 60 casas; escuela de primera enseñanza...; una iglesia (Nuestra Señora de los Remedios) aneja de la de Pulianas, y buenas aguas de la fuente Grande del inmediato pueblo de Alfacar... El terreno es de buena calidad, todo de regadío, y le baña el río Juncaril, que separa este término del de Pulianas. Producciones: son las mismas que en Pulianas... Industria: una fábrica de jabón, 2 de aguardiente y un molino aceitero. Población [año 1842]: 64 vecinos [familias], 277 almas [habitantes]".

La fusión de los municipios de Pulianas y Pulianillas se aprobó por Decreto de 9 de noviembre de 1944, constituyéndose un solo término municipal y ayuntamiento con la denominación y capitalidad en Pulianas.
El mayor aumento de la población de este municipio ha tenido lugar a partir de los años noventa del siglo XX, como consecuencia del crecimiento demográfico del área metropolitana de Granada. En concreto entre 1991 y 2001 pasó de 2549 a 4437 habitantes. Este proceso ha culminado la transformación de la economía agraria tradicional en una economía de servicios.

## Geografía

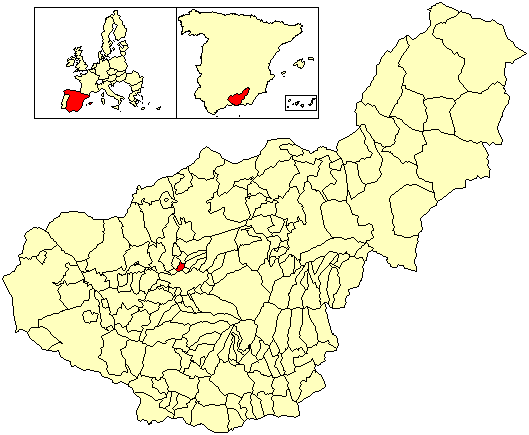
Extensión del municipio en la provincia de Granada

### Situación
Integrado en la comarca de la Vega de Granada, se encuentra situado a 5 kilómetros de la capital provincial, a 87 de Jaén, a 156 de Almería y a 276 de Murcia. El término municipal está atravesado por la autovía A-92, que conecta las ciudades de Málaga y Sevilla con Granada, Almería y Murcia.
| Noroeste: Peligros | Norte: Peligros y Güevéjar | Nordeste: Güevéjar y Alfacar |
| Oeste: Peligros    |                            | Este: Alfacar y Jun          |
| Suroeste: Maracena | Sur: Granada               | Sureste: Jun                 |

## Demografía

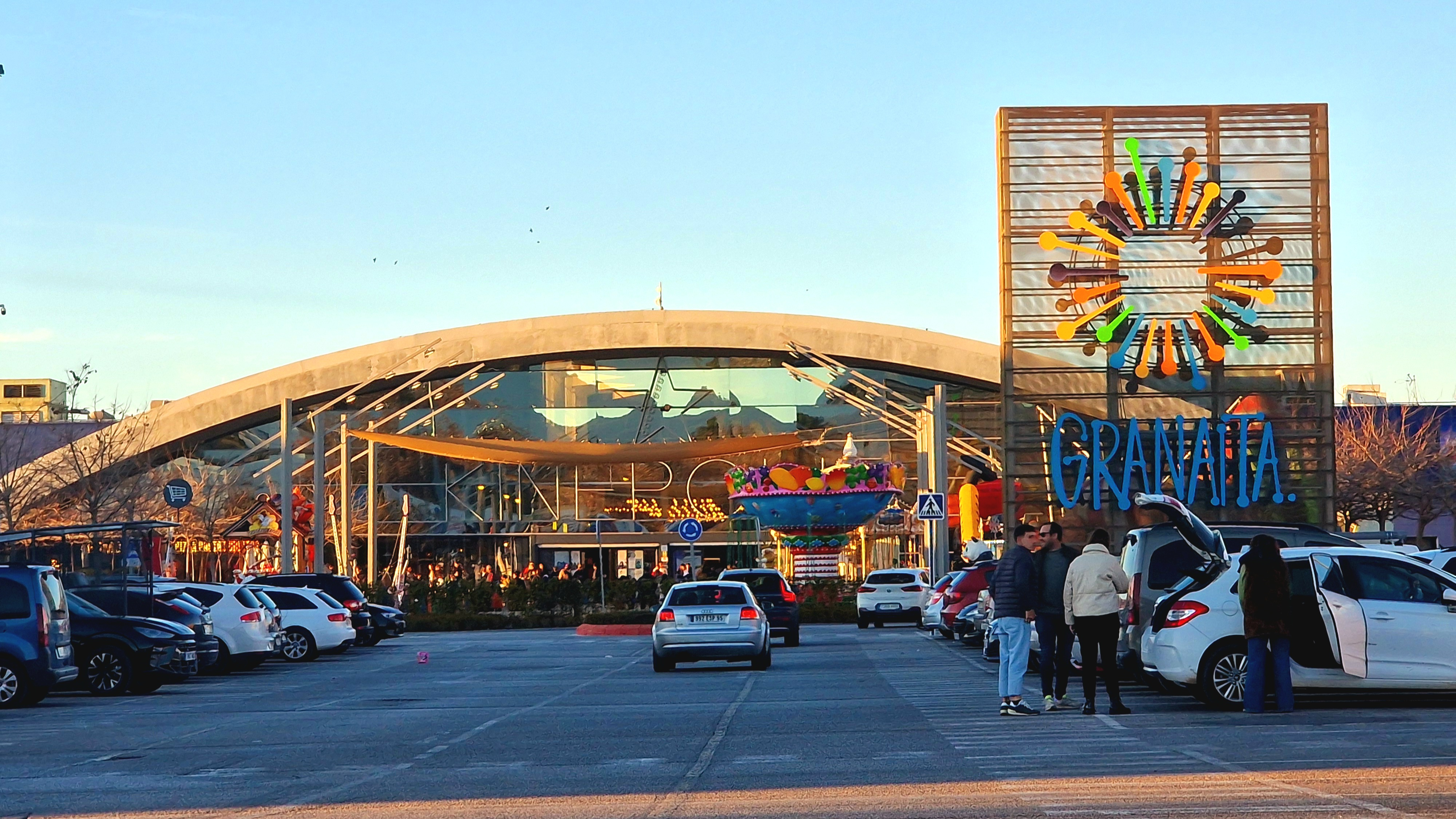
Kinépolis de Pulianas, en el centro comercial Granaita

Pulianas cuenta con una población de 5628 habitantes (INE 2024).
| Gráfica de evolución demográfica de Pulianas entre 1842 y 2021 |
| |
| Población de derecho según los censos de población del INE Población de hecho según los censos de población del INEEn 1950 crece el término del municipio porque incorpora a Puleanillas |

## Administración y política

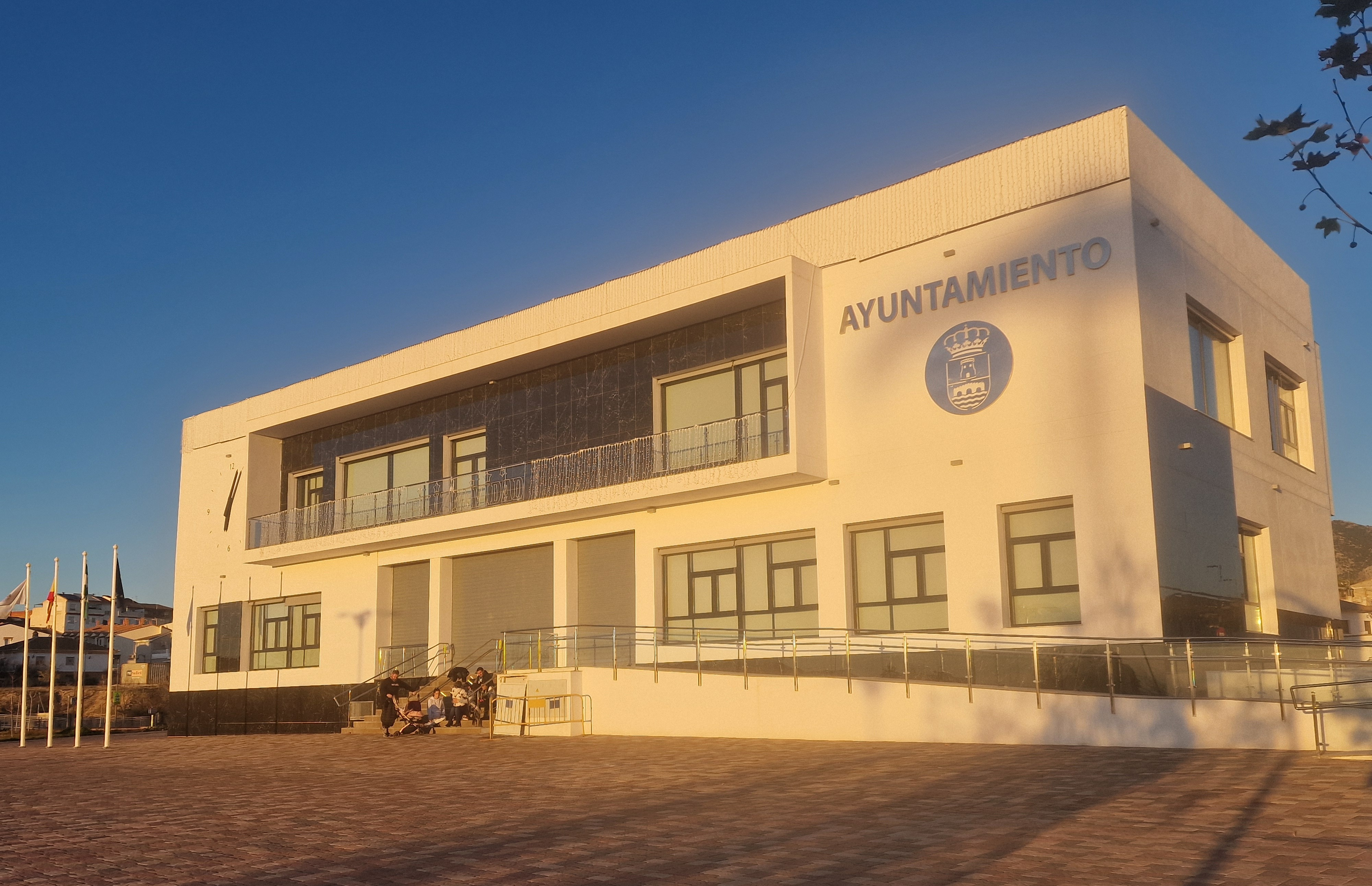
Ayuntamiento de Pulianas, situado en la plaza de España e inaugurado en 2023

Los resultados en Pulianas de las últimas elecciones municipales, celebradas en mayo de 2023, son:
| Elecciones Municipales - Pulianas (2023) | Elecciones Municipales - Pulianas (2023)      | Elecciones Municipales - Pulianas (2023) | Elecciones Municipales - Pulianas (2023) | Elecciones Municipales - Pulianas (2023) |
| Partido político                         | Partido político                              | Votos                                    | Votos                                    | Concejales                               |
| ---------------------------------------- | --------------------------------------------- | ---------------------------------------- | ---------------------------------------- | ---------------------------------------- |
|                                          | Partido Socialista Obrero Español (PSOE)      | 1652                                     | 66,66 %                                  | 10                                       |
|                                          | Partido Popular (PP)                          | 450                                      | 18,15 %                                  | 2                                        |
|                                          | Izquierda Unida Para la Gente (PARA LA GENTE) | 209                                      | 8,43 %                                   | 1                                        |
|                                          | Vox                                           | 141                                      | 5,69 %                                   | 0                                        |

## Cultura

### Fiestas
Entre sus fiestas más señaladas destaca el Jueves lardero. Esta fiesta se celebra el jueves anterior al miércoles de ceniza. No obstante, esta celebración ha perdido sus vínculos tradicionales con actos de la iglesia. La gente sale a pasar un día festivo en el campo y se celebra comiendo y bebiendo.
También se celebra el Día de la Cruz, el 3 de mayo.